# Adolf Anton Falkowski
Adolf Anton Falkowski (* 30. Juni 1917 in Mainz; † 1944 in Griechenland) war ein deutscher Priesteramtskandidat und Märtyrer.

## Leben
Adolf Anton Falkowski wuchs als Sohn eines Schneidermeisters und als Neffe des Architekten Anton Falkowski in Mainz auf. In der Pfarrei St. Christoph spürte er 1935 unter Pfarrer Franz Adam Landvogt seine Berufung zum Priesteramt und äußerte sich darüber in einem Schulaufsatz, in dem er die nationalsozialistische Weltanschauung als „falsche Welt“ brandmarkte. Vor den darauf einsetzenden Anfeindungen der Nationalsozialisten floh er im Oktober zu seinem Onkel nach Straßburg, kehrte aber am 1. Juli 1936 auf Rat seiner Familie zurück, wurde verhaftet und kam in das KZ Dachau. Nach seiner Entlassung im Frühjahr 1939 war er gezeichnet und weigerte sich, seine dortigen Erfahrungen preiszugeben. Nach Kriegsausbruch wurde er Soldat und kam in die 2. Ersatzkompanie des Infanterieregiments 87, eine Strafkompanie. Im August 1942 verlor er seine Familienangehörigen bei einem Luftangriff auf Mainz. Seit 1944 ist er in Griechenland verschollen.

## Gedenken
Die deutsche Römisch-katholische Kirche hat Adolf Anton Falkowski als Märtyrer aus der Zeit des Nationalsozialismus in das deutsche Martyrologium des 20. Jahrhunderts aufgenommen. In der Gedenkstätte Laurenzikirche bei Gau-Algesheim hängt sein Bild.